# Marco Flores Troncoso
Marco Flores Troncoso es un economista y político ecuatoriano.

## Vida política
Fue elegido diputado en representación de la provincia de Pichincha en las elecciones legislativas de 1994 por el Partido Social Cristiano (PSC). Durante este periodo dirigió la Comisión de lo Laboral y Social del Congreso. En las elecciones de 1996 conservó su puesto de diputado, pero esta vez como candidato nacional.
En julio de 1997 renunció a su cargo luego de ser nombrado Ministro de Finanzas por el presidente Fabián Alarcón, en reemplazo de Carlos Dávalos. Durante su corto tiempo a cargo del ministerio, impulsó la aprobación de una ambiciosa ley tributaria que fue bautizada popularmente como la Ley Flores; la misma buscaba, en palabras del ministro, reducir la evasión de impuestos y el déficit fiscal del estado al instaurar un impuesto del 1.25% a los ingresos de toda persona natural o jurídica y eliminar la mayoría de exenciones al IVA. El proyecto de ley fue ampliamente criticado por las cámaras productivas del país y por varios sectores, entre los que destacaron los ganaderos, agropecuarios e industriales. La ley fue finalmente dejada de lado por el Congreso y no fue aprobada.
En agosto de 1998, la Fiscalía de la Nación inició indagaciones sobre la entrega irregular de 2900 millones de sucres de la Casa de la Cultura Ecuatoriana por parte del Flores, que días antes había dejado el cargo de ministro. En octubre del mismo año volvió a comparecer ante el Congreso por reiteradas denuncias de irregularidades en la entrega de un billón y medio de sucres para gobiernos locales.
Tiempo después fue acusado, junto con el expresidente Fabián Alarcón, del pago ilegal de 23.4 millones de dólares a la constructora Andrade Gutiérrez durante su tiempo como ministro, pago por el que Flores habría recibido supuestamente un millón de dólares. La contraloría halló indicios de responsabilidad en los implicados y exigió la devolución del dinero. Sin embargo, la Primera Sala del Tribunal de lo Contencioso Administrativo emitió en el año 2003 una sentencia absolutaria contra los acusados y declaró ilegal el accionar de la Contraloría.